# Lookbackoptie
Een lookbackoptie is een exotische optie. Een lookbackoptie geeft de koper de mogelijkheid om achteraf de onderliggende waarde waarop de optie betrekking heeft aan de beste prijs gedurende de looptijd te kopen of te verkopen.
De initiële prijs van een lookbackcall is {\displaystyle LC=\exp(-rT)E_{Q}[S_{T}-m_{T}^{S}]}, waarbij {\displaystyle m_{t}^{S}=\mathrm {inf} \{S_{t},0\leq t\leq T\}}.

## Voorbeeld
Een lookbackcalloptie op het aandeel ING met een looptijd tot juni 2007 geeft de koper op de afloopdatum in juni 2007 het recht om de aandelen ING te kopen op het laagste niveau dat het aandeel in de tussentijd heeft gestaan.